# Donna Weinbrecht
Donna Weinbrecht   (Hoboken, 23 d'abril de 1965) és una esquiadora estatunidenca, ja retirada, especialista en bamps, que va competir durant la dècada de 1990.
El 1992 va prendre part en els Jocs Olímpics d'Hivern d'Albertville, on guanyà la medalla d'or en la prova de bamps del programa d'esquí acrobàtic. Disputà aquesta mateixa prova als Jocs de 1994 i 1998, on fou setena i quarta respectivament.
En el seu palmarès també destaquen tres medalles al Campionat del Món d'esquí acrobàtic, una d'or i dues de plata, entre 1989 i 1997, i cinc edicions de la de la Copa del Món de bamps, el 1990, 1991, 1992, 1994 i 1996.